# Florian Morizot
Florian Morizot (* 10. Mai 1985) ist ein französischer Radrennfahrer.
Florian Morizot wurde 2004 französischer U23-Meister im Einzelzeitfahren und gewann im Jahr 2005 die Gesamtwertung und eine Etappe des Circuit des Ardennes. Im Jahr 2006 fuhr er erstmals für ein internationales Radsportteam, dem französischen Continental Team Auber 93 und wurde französischer U23-Meister im Straßenrennen. 2007 gewann er den Grand Prix Cristal Energie und 2008 Paris-Mantes Cycliste sowie eine Etappe der Tour du Poitou Charentes.

## Erfolge
2004
- Französischer Meister – Einzelzeitfahren (U23)

2005
- Bronze in den Einzelzeitfahren; Mittelmeerspiele in Almería

2006
- Französischer Meister – Straßenrennen (U23)

2007
- Grand Prix Cristal Energie

2008
- Paris-Mantes-en-Yvelines
- eine Etappe Tour du Poitou Charentes

2009
- Prolog Tour Alsace (Mannschaftszeitfahren)

## Teams
- 2006–2008 Auber 93
- 2009 Besson Chaussures-Sojasun
- 2010 BigMat-Auber 93 (ab 01.08.)